# Salem (distrikt)
Salem (engelska: Salem district, franska: District de Salem, hindi: सलेम जिला, tamil: சேலம் மாவட்டம், marathi: सेलम जिल्हा, gujarati: સેલમ જિલ્લો, sanskrit: सेलंमण्डलम्, malayalam: സേലം ജില്ല) är ett distrikt i Indien.   Det ligger i delstaten Tamil Nadu, i den södra delen av landet, 1 900 km söder om huvudstaden New Delhi. Antalet invånare är 3 482 056. Arean är 5 219 kvadratkilometer.
Terrängen i Salem är kuperad åt nordväst, men åt sydost är den bergig.
Följande samhällen finns i Salem:
- Salem
- Attur
- Mettur
- Idappadi
- Yercaud
- Sankagiri
- Tāramangalam
- Jalakandapuram
- Āttayyāmpatti
- Omalur
- Ilampillai
- Gangavalli
- Vīraganūr
- Veeraganur
- Māllur
- Nangavalli
- Belūr
- Konganāpuram